# Pentamidyna
Pentamidyna (łac. pentamidinum) – wielofunkcyjny organiczny związek chemiczny, działający przeciwko pierwotniakom z gatunków Trypanosoma gambiense i Trypanosoma rhodesiense i z rodzaju Leishmania oraz grzyby z gatunku Pneumocystis jiroveci (dawniej uznawane za pierwotniaki z gatunku Pneumocystis carinii).

## Mechanizm działania
Mechanizm działania pentamidyny nie jest dokładnie poznany, prawdopodobnie wpływa na przemiany kwasu deoksyrybonukleinowego i kwasu foliowego oraz syntezę kwasu rybonukleinowego i białek. Okres półtrwania leku w osoczu krwi po podaniu domięśniowym wynosi 9,4 h, po dożylnym 6,2 h, natomiast po podaniu wziewnym wynosi 10–30 dni w płynie oskrzelowo-pęcherzykowym.

## Zastosowanie
- pneumocystoza[7],
- leiszmanioza skórna[7],
- śpiączka afrykańska spowodowana przez świdrowica gambijskiego[7],
- zapobieganie pneumocystozy u pacjentów zakażonych ludzkim wirusem niedoboru odporności (HIV), którzy przebyli pneumocystodozę[7] lub mają w krwi obwodowej liczbę limfocytów CD4+ < 200/mm³[1]

Pentamidyna znajduje się na wzorcowej liście podstawowych leków Światowej Organizacji Zdrowia (WHO Model Lists of Essential Medicines) (2015).
Pentamidyna nie jest dopuszczona do obrotu w Polsce (2018).

## Działania niepożądane
Pentamidyna może powodować następujące działania niepożądane u ponad 10% pacjentów: ostra niewydolność nerek, krwiomocz oraz odczyny w miejscu podania o różnym nasileniu, natomiast u ponad 1% pacjentów występują leukopenia, małopłytkowość, niedokrwistość, azotemia, zaburzenia poziomu glukozy oraz elektrolitów w osoczu krwi, omdlenie, zawroty głowy, niedociśnienie, zaczerwienienie twarzy, nudności, wymioty, zaburzenia smaku, wysypka oraz zwiększenie aktywności enzymów wątrobowych.
Pentamidyna do inhalacji może powodować u ponad 10% pacjentów: kaszel i skurcz oskrzeli, natomiast częstość występowania pozostałych działań ubocznych w przewlekłym jej podawaniu nie jest znana.